# Виа Емилия Скавра
Виа Емилия Скавра (Via Aemilia Scauri)  е римски път, поръчан през 109 пр.н.е. от цензора Марк Емилий Скавър Стари.
Пътят започва от Плацентия (днес Пиаченца) на юг през Лигурските Апенини към Генуа,
след това през Пиза и свързва Виа Емилия с Виа Постумия в долината на По и Виа Аурелия с Виа Касия или Виа Клодия.